# Cyrtolaelaps berlesei
Cyrtolaelaps berlesei är en spindeldjursart som beskrevs av Chelebiev 1984. Cyrtolaelaps berlesei ingår i släktet Cyrtolaelaps och familjen Ologamasidae. Inga underarter finns listade i Catalogue of Life.